# صلبه عباس (المخادر)

تعديل مصدري - تعديل

صلبه عباس محلة تابعة لقرية الصلولة، التابعة لعزلة الوادي بمديرية المخادر إحدى مديريات محافظة إب في الجمهورية اليمنية، بلغ تعداد سكانها 25 حسب تعداد اليمن لعام 2004.